# ماراثون إسطنبول
ماراثون إسطنبول هو سباق ماراثون يقام في مدينة إسطنبول، تركيا. أقيم أول سباق في عام 1979  وهو سباق الماراثون الوحيد في العالم الذي يمتد مساره عبر قارتين مختلفتين هما آسيا وأوروبا.